# دبورا توربویل
دبورا توربویل (انگلیسی: Deborah Turbeville؛ ۶ ژوئیه ۱۹۳۲ – ۲۴ اکتبر ۲۰۱۳) یک عکاس اهل ایالات متحده آمریکا بود. 